# Soif de structure
Le concept de soif de structure (structure-hunger) a été beaucoup développé par le psychologue Eric Berne, bien que celui-ci n'en soit pas l'inventeur. Il s'articule autour du besoin de toute personne selon lui de structurer son environnement pour le maîtriser par simplification, quitte à en fausser un peu la perception (voir aussi sémantique générale).

## Le concept
D'après Berne, cette soif de structure expliquerait que beaucoup de personnes cherchent inconsciemment à recréer autour d'elles des situations qui leur sont familières, quand bien même ce ne serait pas à leur avantage apparent. Il avait par exemple observé que beaucoup de personnes ayant divorcé à cause de l'alcoolisme de leur conjoint se remarient avec une autre personne alcoolique.
La soif de structure est considérée par Freud et d'autres auteurs (par exemple Neill, Vallet ou encore Onfray) comme un élément conduisant à l'apparition des religions. Pierre Thuillier y voit la source commune des trois « sœurs ennemies » : la religion, la philosophie et la science. Cette idée avait été effleurée par Bergier et Pauwels dans leur livre Le matin des magiciens.
Elle touche aussi la direction des entreprises : une remarque courante des milieux de consultants est que celles-ci préfèrent en général « être dans l'erreur plutôt que dans l'incertitude».
Un ouvrage rédigé par l'énarque Caroline Brun en 1989, L'irrationnel dans l'entreprise, montre par divers exemples les résultats surprenants de cette soif de structure, qui se traduit parfois par le recours à des pratiques relevant de l'irrationnel, des rituels, voire des superstitions internes, etc.